# Trochulus sericeus
Trochulus sericeus е вид охлюв от семейство Hygromiidae. Видът не е застрашен от изчезване.

## Разпространение и местообитание
Разпространен е в Австрия, Великобритания, Германия, Лихтенщайн, Люксембург, Полша, Румъния, Франция, Чехия и Швейцария.
Обитава гористи местности, ливади, пасища, храсталаци, плата, блата, мочурища и тресавища.

## Описание
Популацията на вида е стабилна.